# Harold Jeppe
Harold Painton Jeppe (ur. 24 stycznia 1899 w Johannesburgu, zm. 4 marca 1975 tamże) – południowoafrykański lekkoatleta, płotkarz.
Podczas igrzysk olimpijskich w Antwerpii (1920) odpadł w eliminacjach na 110 metrów przez płotki.